# Jacques Edwin Brandenberger
Jacques Edwin Brandenberger (Zurigo, 19 ottobre 1872 – Zurigo, 13 luglio 1954) è stato un chimico e tecnico tessile svizzero che nel 1908 inventò il cellophane.

## Biografia
Si laureò all'Università di Berna nel 1895 e nel 1908 inventò il cellophane. Tratto dalla cellulosa del legno, Il cellophane era considerato come rivestimento per rendere i tessuti più resistenti alle macchie. Dopo diversi anni di ulteriori ricerche e perfezionamenti iniziò la produzione del cellophane nel 1920 e la commercializzazione a fini industriali. Vendette i diritti negli Stati Uniti a DuPont nel 1923.
Venne insignito, dal Franklin Institute, dell'Elliott Cresson Medal nel 1937.